# Nerses IV. Schnorhali

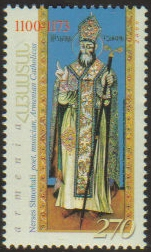
Nerses Schnorhali. Armenische Briefmarke, 2000.

Nerses IV. Schnorhali (der Begnadete) oder Nerses von Kla (lat. Nerses Clajensis), (* 1102 auf Burg Tzovk, (Elazığ (Provinz)); † 1173) war Katholikos der Armenier mit Sitz in Hromkla und der herausragendste armenische Theologe und Dichter seiner Zeit.

## Leben
Nerses IV. gehörte der Dynastie der Pahlawuni an. Er erhielt seinen Mönchsnamen (nach St. Nerses I. Parthev) und seine Ausbildung im Roten Kloster (Karmir Vank) bei Kessoun (heute Çakırhüyük, Besni, Provinz Adıyaman). Sein Bruder Gregor III. Pahlawuni wurde 1113 zum Katholikos gewählt und gesalbt. Nerses Schnorhali wurde 17-jährig 1120 von jenem zum Priester und 1125 zum Bischof geweiht. Nach seiner Erhebung zum Katholikos 1166 als Amtsnachfolger seines Bruders führte er ökumenische Gespräche mit der byzantinischen Kirche, die nach seinem Tod weitergeführt wurden, aber letztlich scheiterten. Nerses argumentierte dabei, dass die Unterschiede im christologischen Dogma (Ein- oder Zweinaturenlehre), im Ritus und Kirchenrecht legitime Ausprägungen des gemeinsamen christlichen Glaubens seien.

## Werke
- Elegie über Edessa
- Enkomion auf das hl. Kreuz
- Das Wort des Glaubens
- Jesus, eingeborener Sohn des Vaters
- Im Glauben bekenne ich (Gebet)

## Gedenken
Nerses Schnorhali gehört zu den Heiligen der Armenischen Apostolischen Kirche. Heiligentage haben in dieser Kirche kein feststehendes Datum, da sie mit dem Kirchenjahr und den Wochentagen abgestimmt werden.